# مشاعل (مغنية)
مشاعل (18 مارس 1984 -)، مغنية من أصول لبنانية ولدت وعاشت في السعودية، كما تحمل الجنسية البحرينية.

## عن حياتها
ولدت في مدينة جدة غرب السعودية وعاشت فيها طوال طفولتها وشبابها وكانت المرة الأولى التي زارت بلدها في عام 2010، خريجة أعلام بدأت الغناء في سن صغيرة وكانت بدايتها في أحياء الحفلات الخاصة، وقدمت العديد من الأغاني المنفردة وجاءت شهرتها دول الخليج عندما رشحت للغناء شارة مسلسل فضة قلبها أبيض للفنانة سعاد عبد الله بعام 2008، وقدمت العديد من الألبومات الغنائية منها «كيد النساء» و«بنت أبوي» و Mashael 2017

### حياتها الأسرية
تزوجت من المغني والملحن عصام كمال في عام 2012.

## أعمالها

### الأغاني
- ألا يا رب.
- المصايب.
- اهدأ.
- حرام عليك.
- حنين.
- راعنا.
- سيبوني.
- عيني باردة.
- قولولي.
- كيد النساء.
- كيفي.
- ليتني.
- مراكبي.
- منهو.
- ودي تيجي.
- ودي نتصافح.
- ياهو.
- يكحلها عماها.
- بنيتي الحبوبة (مع حلا الترك).
- بغازله.
- أقول لبيه.
- حب السعودية.
- بعشق مصر.
- مصيبتي
- أنا معاكم
- حالة خطرة
- صوب الرياض 2021

## وصلات خارجية
- الحساب الرسمي في تويتر.
- القناة الرسمية في اليوتيوب.